# Javno trgovačko društvo
Javno trgovačko društvo je trgovačko društvo u koje se udružuju dvije fizičke ili pravne osobe ili više njih zbog trajnog obavljanja djelatnosti pod zajedničkom tvrtkom, a svaki član društva odgovara vjerovnicima društva osobno i neograničeno solidarno cijelom svojom imovinom.

## Naziv
Naziv "javno" označuje društvo u kojemu su prema vani poznati svi članovi, za razliku od tajnog društva u kojemu ime tajnog člana nije poznato preva van nego samo članovima tajnog društva. Dodatak "trgovačko" označuje razliku od ortaštva, koje je društvo građanskog prava. 

## Temeljna obilježja javnoga trgovačkog društva
- Pravni odnosi među članovima, komplementara, uređuju se društvenim ugovorom, temeljnim aktom pri osnivanju javnog trgovačkog društva. Kako zakon o trgovačkim društvima (dalje: ZTD) ne propisuje izričito formalnosti za sklapanje društvenog ugovora, teorijski bi mogao biti i usmen. Naše pravo u odredbama o prijavi za upis u sudski registar propisuje da se prijavi prilaže društveni ugovor, (čl. 70. st. 2. ZTD-a) čime je neizravno utvrđen njegov pisani oblik. Na društvenom ugovoru temelje se odnosi među članovima, pa javno trgovačko društvo nema statut.

- Javno trgovačko društvo mora biti osnovano kao trajno društvo (čl. 1. st. 1. ZTD-a), a ne s nakanom da obavi samo jedan posao ili nekoliko njih. Bilo bi suprotno cilju društva kada bi moralo prestati djelovati čim se osnovalo ili kratko vrijeme nakon osnivanja, ili ako bi bilo osnovano samo formalno (u mirovanju) bez nakane obavljanja registrirane djelatnosti.

- Društvo je svojim oblikom trgovac, tj. ono ne mora obavljati gospodarsku djelatnost (čl. 2. st. 5. u svezi s čl. 68. st. 1. ZTD-a).

- Samostalno (čl. 1. st. 1. ZTD-a) obavljanje gospodarske djelatnosti također je uvjet da društvo bude trgovačko. Ono je subjekt privatnoga, a ne javnog prava. Naime, država donosi propise po kojima se društva osnivaju, spajaju, prestaju, itd., ali se ne miješa u njihove djelatnosti. Kada država ima svoj kapital u nekom trgovačkom društvu, ona u njemu sudjeluje kapitalom kao privatnopravni suugovaratelj, a ne na temelju svoje suverene vlasti.

- Javno trgovačko društvo hrvatskog prava ima svojstvo pravne osobe koje stječe upisom u sudski registar, a gubi ga brisanjem iz toga registra (čl. 4. ZTD-a). Upis, odnosno brisanje iz sudskog registra ima obligatorni i konstitutivni značaj. Ono je javno jer se upisuje u sudski registar, za razliku od ortaštva i tajnog društva koji se ne upisuju. U ostalim germanskim pravima javno trgovačko društvo nema svojstvo pravne osobe jer se njegovim osnivanjem ne stvara novi pravni subjekt odijeljen od njegovih članova, ali se upisuje u sudski registar.

- Javno trgovačko društvo mora raditi pod zajedničkom tvrtkom (čl. 13. st. 2. toč.1. u svezi s čl. 68. st. 1. i čl. 70. ZTD-a).

- Javno trgovačko društvo odgovara za obveze cijelom svojom imovinom (čl. 9. st. 1. ZTD-a).

- Svaki član javnoga trgovačkog društva odgovara vjerovnicima društva za obveze društva osobno i neograničeno solidarno cijelom svojom imovinom (čl.10. st.1. i čl.68. st.1. ZTD). U unutarnjim se odnosima među članovima može ustanoviti i drukčija odgovornost, npr. može se ugovoriti ograničenje odgovornosti pojedinačnog člana i na visinu uloga. Članovi društva mogu međusobno ograničiti odgovornost i za pojedini posao. No takva interna ograničenja ne vrijede u odnosima prema vani, tj. prema vjerovnicima društva.

- Članom društva može postati svaka fizička ili pravna osoba (čl. 68. st. 2. ZTD-a). To, dakle, mogu biti trgovačko društvo i druga pravna osoba javnoga i privatnog prava. Fizička osoba kao član društva ne mora imati svojstvo trgovca, ali ga ima društvo. Fizičke osobe članovi javnoga trgovačkog društva moraju biti upisani u registar, a to odgovarajuće vrijedi i za sve druge pravne osobe. Isto tako, tajno društvo ne može biti članom javnog trgovačkog društva, pošto ono de iure nije društvo. Maloljetne ili poslovno nesposobne fizičke osobe mogu biti članovima društva, ali im je za članstvo potrebno odobrenje skrbnika.

- Javno trgovačko društvo je društvo osoba (čl. 68. st. 2. ZTD-a) pa je za njegovo osnivanje potrebno udruživanje barem dviju osoba. Članovi se društva prije svega angažiraju u društvu svojom osobnošću, svojim sudjelovanjem u poslovanju i upravljanju društvom, s posebnom odgovornošću za obveze društva, i to ne samo ulogom u društvu, nego i imovinom koju imaju izvan društva. U tome smislu imovina članova u društvu i izvan društva nije strogo odijeljena. Taj se oblik društva osniva kada su za postojanje društva važnije osobe i njihova odgovornost za obveze društva od uloženog kapitala. Time se javno trgovačko društvo razlikuje od društava kapitala (dioničko društvo, društvo s ograničenom odgovornošću).

- Osnivateljska sredstva čine ulozi članova osnivatelja i mogu biti novac, stvari, prava, rad, druge usluge (npr. davanje osobnog vozila za potrebe društva) i dobra (npr. ugled nekog od članova u poslovnom svijetu) (čl. 72. st. 2. ZTD-a). Ulog može biti sve što ima vrijednost za društvo. ZTD ne utvrđuje minimalnu svotu kapitala jer to za javno trgovačko društvo nije važno. Članovi društva osobno odgovaraju za obveze društva. Zakonodavac je, dakle, dao mogućnost poduzetnicima da i bez ulaganja bitnijeg kapitala mogu osnovati trgovačko društvo. Ako su ulozi nenovčani, njegovu vrijednost članovi utvrđuju sporazumno, za razliku od društava kapitala gdje se u slučaju nenovčanih uloga mora provesti revizija osnivanja.

- Društvo ima imovinu koja nastaje uplatom uloga i poslovanjem društva i ona se ne upisuje u sudski registar (čl. 70. st. 1. ZTD-a). Imovina javnoga trgovačkog društva je imovina društva. Prema trećima društvo odgovara svom svojom imovinom, a uz društvo i njegovi članovi. Član društva ne može raspolagati svojim udjelom u društvu bez suglasnosti drugih članova, jer je riječ o obliku društva u kojemu je važna osoba, tj. ostalim članovima nije svejedno tko je s njima u društvu. Promjena u članstvu vezana je za suglasnost svih ostalih članova.

- Unutarnji odnosi u društvu uređuju se društvenim ugovorom na načelima ugovorne slobode članova te su odredbe o tim odnosima pretežno dispozitivne naravi (čl. 71. – 89. ZTD-a), a odredbe koje uređuju odnose prema vani većinom su prisilne naravi, ponajprije zbog zaštite interesa trećih (čl. 90. – 96. ZTD-a).

- Za društvo nisu predviđena tijela kao za društva kapitala, jer su temeljna pitanja postojanja i poslovanja društva uređena društvenim ugovorom, a o konkretnim aktivnostima članovi se dogovaraju tijekom poslovanja. Članovi društva ovlašteni za vođenje poslova ni u pojedinačnom ni u skupnom poslovodstvu ne čine posebno tijelo društva, poput uprave u dioničkom društvu. No kako je riječ o unutarnjem uređenju, društvenim se ugovorima mogu ustanoviti određena tijela.

- Supsidijarna primjena: nije li drukčije propisano, odnosno ako u ZTD-u nešto nije uređeno, na javno trgovačko društvo primjenjuju se odredbe ZOO-a o ortaštvu (čl. 69. ZTD-a).

- Javno trgovačko društvo tipičan je pravni oblik za mala i srednja društva koja su idealna kombinacija uloga kapitala, rada i sigurnosti za ispunjenje obveza prema trećima zbog neograničene odgovornosti članova. To se društvo može ocijeniti kao društvo osobne inicijative i svijesti o vlastitoj odgovornosti i vrlo je poželjan oblik narodnoga gospodarstva. Na primjer, u Njemačkoj to pokazuje brojnost društava osoba, tj. javnih trgovačkih društava i komanditnih društava ima više od 200.000.[nedostaje izvor]